# Valaskjold Station
Valaskjold Station (Valaskjold holdeplass) var en jernbanestation, der lå i Sarpsborg kommune på Østfoldbanens vestre linje i Norge.
Stationen blev åbnet som trinbræt i 1932 og nedlagt 29. maj 1983. Den lå ved en jernbaneoverskæring og bestod af et spor og en perron med et læskur. Stationen lå 108,38 km fra Oslo S.